# Херсонський ліцей журналістики, бізнесу і правознавства
Херсонський ліцей журналістики, бізнесу і правознавства — середній навчальний заклад, який знаходиться у місті Херсоні за адресою: м.Херсон, вул. Стрітенська, 17.

## Історія створення
Рішенням Херсонського міськвиконкому № 533 від 30 травня 1950 року «Про відкриття семирічної школи № 29» в бараках будівельного селища № 3 по вулиці Робочій, 129 відкрито Херсонську семирічну школу № 29. Першим її директором була І. П. Загайнова. Через 3 роки була впроваджена система 8-річного навчання, а з 1955 року школа стала десятирічкою. У 1958 році відбувся поділ на дві школи: № 29 і № 31. Ще через 2 роки на освітянській мапі міста стався справді доленосний прорив: рішенням Херсонського міськвиконкому № 1944 від 14 грудня 1960 року «Про введення в експлуатацію середньої школи № 29 по вул. Р. Люксембург» школа № 29 із бараків переведено у нову чотириповерхову будівлю. Потім були часи новаторства та експериментів: у 1962 році була спроба запровадження 11-річного навчання, а у 1965 році знову повернулися до 10-річного терміну навчання. Ще через рік школа отримує ім'я, за яким тривалі часи багато херсонців розпізнавали саме цей навчальний заклад. Ось історичний запис: «Рішенням Виконавчого комітету Херсонської міської Ради депутатів трудящих від 17 липня 1963 року № 840 „У зв'язку з 70-річчям від дня народження радянського поета В. В. Маяковського“ присвоїти Херсонській середній загальноосвітній трудовій політехнічній школі з трудовим навчанням № 29 ім'я В. В. Маяковського».
У 1976 році вводяться спецкласи і об'єднуються школи № 29 та № 11. У 1984 році починається шкільна реформа.
Становлення України як незалежної демократичної держави у нових економічних умовах викликало нагальну потребу у якісній підготовці фахівців різних профілів, формуванні власної інтелектуальної еліти, нової формації науковців, дослідників, що виведуть державу на світовий рівень розвитку. Один із шляхів вирішення цієї проблеми — через новий зміст освіти, створення коледжів, ліцеїв — навчальних закладів нового типу для обдарованих та здібних дітей, що орієнтуються на різні сфери професійної діяльності. Відтак для задоволення потреб держави та запитів населення у 1993 р. був створений Херсонський ліцей журналістики, бізнесу та дипломатії (з 1996 р. — Херсонський ліцей журналістики, економіки та правознавства), головною метою якого є виховання й розвиток талановитих та здібних дітей, формування творчої особистості, становлення її фізичного та морального здоров'я, виховання громадянина України, здатного до напруженої праці за нових економічних умов і збагачення на цій основі інтелектуального потенціалу народу, відтворення його культури й духовності.
До відкриття ліцею в м. Херсоні функціонував лише один аналогічний навчальний заклад — Херсонський фізико-технічний ліцей при Херсонському національному технічному університеті.

## Навчання
У роки становлення ліцей журналістики, бізнесу та правознавства позиціонує себе як гуманітарний багатопрофільний навчальний заклад, що забезпечує своїм вихованцям здобуття освіти понад державний рівень протягом трьох (9-11 класи) та двох років (10-11 класи). Крім надання учням ґрунтовної загальноосвітньої підготовки, тут здійснюється науково-практична й спеціальна допрофесійна підготовка ліцеїстів за профілями: «Основи журналістики», «Основи економіки», «Основи правознавства», «Інформаційні технології».
Суттєва складова спеціальної та загальної освіти учнів — система ліцейської довузівської підготовки та абітурієнт-курсів. Навчальний рік за канікулярними періодами ліцею відповідає середній школі (враховуються традиції, що склалися). Проте за іншими вимогами навчально-виховний процес наближений до вищої школи. З моменту відкриття ліцею навчальний рік поділявся на два семестри, перший з яких закінчувався контрольно-заліковими зрізами знань, а другий — заліково-екзаменаційними. Таким чином, організація навчально-виховного процесу, тематична система оцінювання навчальних досягнень учнів практично збігалася із сучасними вимогами Міністерства освіти і науки України. З 2000–2001 н.р. ліцей перейшов на 12-бальну систему оцінювання навчальних досягнень учнів.
Шестиденний робочий тиждень обіймає п'ять суто навчальних днів та шостий — «День розвитку», який відводиться для діяльності наукових та творчих студій, різноманітних секцій, факультативів, гуртків, індивідуально-групових консультацій, медичної та психологічної служб тощо. Рішення про такий режим роботи було прийняте Загальними зборами ліцею, педагогічною радою на прохання батьківського комітету ліцею та відповідає Статуту закладу.
З метою ефективного використання навчального часу, адаптації ліцеїстів до специфіки вищої школи уроки з усіх предметів здвоєно (відповідно складається розклад по тижнях).
Специфіка даного режиму обумовлена вимогами дітей, їхніх батьків та колективу ліцею, специфікою профільного навчання і чітко відповідає межам гранично допустимого навантаження учнів. Максимально можливий чотирирічний освітній термін дає змогу не тільки вирішити проблему перевантаження учнів, їх адаптації до специфічних умов організації навчально-виховного процесу, а й забезпечити відповідний рівень науково-практичної та допрофесійної підготовки, що дозволяє отримати високі результати в одній або кількох сферах діяльності для обдарованих учнів: інтелектуальній, творчій, художній, фізичний тощо. Зокрема, вивчення спецкурсу «Основи журналістики» доповнюється засвоєнням таких профільних дисциплін: основи логіки, основи психології, основи валеології, основи міфології, етика, основи риторики, культурологія, історія світової та вітчизняної культури, введення у філософію, основи релігієзнавства, основи політології, основи соціології, французька мова. Спецкурс «Основи економіки та бізнесу» включає основи економічних знань, маркетингу та менеджменту, психолого-педагогічні засади управлінської діяльності, використання ЕОМ у бізнесі, основи фінансово-кредитної діяльності, сучасного підприємництва та фермерського господарства, етику ділових стосунків, психологію бізнесу, валеологію, ділову англійську мову. Спецкурс «Основи правознавства» базується на таких профільних предметах: основи риторики, релігієзнавства, політології, логіки, соціології та психології.
Програма спецкурсу для учнів профілю «Інформаційні технології» включає курси користувача ПК та програмування, які узгоджені між собою та вивчаються паралельно, доповнюючи один одного. Учні знайомляться з найпоширенішими операційними системами MS-DOS та Windows, універсальними офісними програмами пакету Microsoft Office, отримують навички швидкого набору текстів, навчаються програмувати мовою програмування Pascal. Передбачена практична робота у мережі Internet.

## Науково-практична підготовка ліцеїстів
Науково-практична підготовка учнів із профільних предметів здійснюється не тільки шляхом вивчення спецкурсів, занять у гуртках, клубах, а й через проходження стажування, навчально-дослідницької та виробничої практики в навчальних і наукових лабораторіях, на підприємствах міста, у редакціях газет, на радіо і телебаченні, у комерційних структурах. Випускники факультету журналістики працюють у редакціях обласних газет «Новий день», «Наддніпрянська правда», «Гривна», ХОДТРК «Скіфія», телерадіокомпаніях «ВТВ плюс», «Авторадіо» та в інших всеукраїнських і місцевих друкованих та електронних ЗМІ.
Майбутні правознавці проходять практику в архівах, музеях, бібліотеках, знайомляться із судочинством та ін. Курсові роботи випускників економічного факультету вміщують місцевий матеріал міста і області, фермерських та інших господарств. Майбутні економісти виступають із цікавими доповідями та повідомленнями на семінарах та конференціях із питань «Економічний аналіз роботи підприємства», «Удосконалення форм оплати праці», «Раціональне використання трудових ресурсів». Їхні пошукові розробки мають системний характер аналізу публікацій економічних видань, річні звіти регіональних підприємств, використовують математичну статистику та інші методи економічного аналізу.